# Павлов, Пётр Павлович (генерал-майор)
Пётр Павлович Павлов (25 июня 1925, с. Старый Маклауш, ныне Самарская область — 13 ноября 2016, Севастополь) — советский военнослужащий, участник Великой Отечественной войны, помощник наводчика орудия 300-го гвардейского стрелкового полка ( 99-я гвардейская стрелковая дивизия, 37-й гвардейский стрелковый корпус, 7-й армии, Карельского фронта. Герой Советского Союза (1944). В послевоенное время на военно-политической работе, Генерал-майор (1974).

## Биография
Родился 25 июня 1925 года в селе Старый Маклауш Клявлинского района ныне Самарской области в крестьянской семье. Мордвин. Окончил 7 классов. Член ВКП(б) с 1946. Два года работал в колхозе имени Войкова, вступил в комсомол.
Призван в Красную Армию в феврале 1943 года Клявлинским райвоенкоматом Куйбышевской области. После обучения в воздушно-десантных частях комсомолец Пётр Павлов в июне 1944 года прибыл на Карельский фронт в составе 37-го гвардейского стрелкового корпуса. Здесь гвардии красноармеец Пётр Павлов служил стрелком в 300-м гвардейском стрелковом полку 99-й гвардейской стрелковой дивизии.
В первый день наступления, 21 июня 1944 года, после длительной авиационной и артиллерийской подготовки первой переправилась через Свирь группа гвардейцев-комсомольцев из 300-го гвардейского стрелкового полка 99-й гвардейской стрелковой дивизии. Смельчакам предстояло по окончании артиллерийской подготовки направиться к вражескому берегу на плотах и лодках с установленными на них чучелами. Предполагалось, что противник, приняв ложную переправу за боевой десант, откроет по смельчакам огонь и тем самым раскроет свои огневые средства.
В числе первых вызвался на выполнение этого боевого задания гвардии красноармеец Пётр Павлов. В одиннадцать часов дня Павлов вместе с другими гвардейцами спустил свой плот на воду и, подталкивая его, взял направление на северный берег реки.
Толкать плот было тяжело, течением его относило в сторону, требовались большие физические усилия, чтобы выдержать заданное направление. Противник открыл с северного берега сильный огонь по храбрецам. Снаряды и мины рвались со всех сторон, покрывая их фонтанами воды… К середине реки стало ясно, что малоподвижные и плохо управляемые плоты оказались под прицельным огнём противника, два плота уже разбиты прямым попаданием снаряда… Находчивый гвардеец покидает плот, оставляя его на «съедение» вражеской артиллерии, и вплавь, не выпуская автомат и гранаты, добирается до северного берега реки. По одному выбираются на берег смельчаки. После короткой разведки, проведённой Юносовым и Бекбосуновым, вся группа сосредоточилась и стремительно ворвалась в прибрежную траншею, огнём автоматов и гранатами подавив сопротивление врага.
Указом Президиума Верховного Совета СССР от 21 июля 1944 года за образцовое выполнение боевых заданий командования и проявленные при этом геройство и мужество гвардии красноармейцу Павлову Петру Павловичу присвоено звание Героя Советского Союза с вручением ордена Ленина и медали «Золотая Звезда».
После войны демобилизован. В 1949 году он окончил Куйбышевскую областную партийную школу, и работал секретарём райкома комсомола в Куйбышевской области.
В 1951 году призван на политработу в Военно-Морской Флот. В 1956 году окончил Центральные курсы пропагандистов, служил в должностях политсостава на дважды Краснознамённом Балтийском, Краснознамённых Черноморском и Тихоокеанском флотах. С 1974 года полковник Павлов П. П. — в запасе, а затем в отставке. Генерал-майор.
Работал в управлении коммунального хозяйства горисполкома в городе-герое Севастополе. Проживал и умер в городе-герое Севастополе.
Награждён орденом Ленина, орденом Отечественной войны 1-й степени, медалями, а также украинским орденом Богдана Хмельницкого II (5.05.1999).
Почётный гражданин города Лодейное Поле Ленинградской области.
Похоронен на Аллее Славы кладбища 5-й км в Севастополе.